# Покровське (Архангельська область)
Покровське (рос. Покровское) — присілок в Онезькому районі Архангельської області Російської Федерації.
Населення становить 746 осіб. Входить до складу муніципального утворення Покровське поселення.

## Історія
Від 2004 року входить до складу муніципального утворення Покровське поселення.

## Населення
| 2002 | 2010 | 2012 |
| ---- | ---- | ---- |
| 654  | ↘623 | ↗746 |